# 清泰第二旅馆旧址
清泰第二旅馆位于杭州市上城区仁和路22号，是中国杭州在民国时期的著名饭店之一，目前仍基本保留原有格局。
清宣统二年（1910年），杭州火车站迁移至城内，称为城站。这一年，张恂伯等人创建清泰第二旅馆，设于城站的下羊市街。次年（1911年），辛亥革命爆发，革命军攻占八旗驻防城，在汉人民族主义情绪高涨的情势下，1913年，民国政府将八旗驻防城没收充公并拆除，开辟纵横交错的近代马路，称为“新市场”。这一年，清泰第二旅馆从下羊市街迁至新市场的南北干道延龄路（今延安路）。
民国二十二年（1933年），该旅馆又迁移到新市场的仁和路22号现址。邵力子、沙千里、沈雁冰、于子三等知名人士均出入过该旅馆。1956年实行公私合营。文化大革命期间，改名为群英饭店。
2005年3月16日，该建筑列为浙江省文物保护单位。